# Walter Bernstein (Kaufmann)
Walter Bernstein (geboren 26. Januar 1890; gestorben 22. Januar 1938) war ein deutscher Kaufmann, Unternehmer, Redakteur und Fotograf. Als Inhaber einer Bildagentur für Pressefotografien wurde er zur Zeit des Nationalsozialismus Opfer der Judenverfolgung. Das Bildarchiv seiner Familie ist über mehrere Generationen mit dem der Familie um Willy Römer und dem der Familie des Pioniers der Vermarktung der Pressefotografie Karl Delius eng verschränkt.

## Leben
Walter Bernstein entstammte einer jüdischen Familie. Seine Schwester Melina (geboren 1885) heiratete 1906 den Teilhaber und maßgeblichen Mitbegründer der in Berlin ansässigen Agentur für Pressefotografie Berliner Illustrations–Gesellschaft (B.I.G.) Karl Delius, dessen Schüler Bernstein wurde.
1908 wurde Bernstein gemeinsam mit einem weiteren Schüler von Delius, Willy Römer, Partner und Mitarbeiter der 1908 in Paris gegründeten Zweigstelle „Agence de reportage photographique Charles Delius“, die jedoch infolge des Ersten Weltkrieges ab 1914 durch ihre deutschen Inhaber zunächst nicht weitergeführt werden konnte.
Nachdem 1919 die Berliner Agentur auf ihre ursprünglichen Teilhaber aufgeteilt wurde, übernahm Bernstein gemeinsam mit Römer die Agentur Photothek Robert Sennecke, die sich als Photothek Römer & Bernstein unter der Adresse Berlin SW 61, Belle-Alliance-Straße 82 (heute: Mehringdamm) „zu einem der erfolgreichsten Pressebildunternehmen der Weimarer Republik“ entwickelte.
Insbesondere in den 1920er Jahren, „der Blütezeit der illustrierten Presse“, engagierte sich Bernstein, wie auch die zuvor in der B.I.G. tätigen Teilhaber Heinrich Sanden und Martin Gordan, in verschiedenen Gremien zur Fotografie.
Nach der Machtergreifung durch die Nationalsozialisten und der Gleichschaltung der Pressefotografen in dem im Januar 1934 gegründeten Reichsverband der Bildberichterstatter im Reichsverband der Deutschen Presse wurde die Photothek von Römer und Bernstein am 30. September 1935 „durch die Nazis geschlossen“ und Bernstein zunehmend als Jude verfolgt. Lediglich in der von Heinrich Sanden betriebenen Bildagentur „Atlantic“, die aus der B.I.G. hervorgegangen war und mit dieser bis zu deren Auflösung 1934 zusammengearbeitet hatte, fand Bernstein „bis zu seinem frühen Tod 1938 ein kleines Auskommen.“